# Incamyia charlini
Incamyia charlini là một loài ruồi trong họ Tachinidae.